# محطة روبنسون للطاقة النووية
محطة روبنسون للطاقة النووية هي محطة طاقة نووية تقع بالقرب من هارتسفيل بولاية ساوث كارولينا.

## المحطة
تتكون المحطة من مفاعل ماء مضغوط واحد من نوع ويستنجهاوس بطاقة إجمالية 735 ميجاوات. كانت توجد وحدة تعمل بالفحم وتولد 174 ميغاواط وتم إغلاقها في أكتوبر 2012 وهدمها عام 2016، ووحدة توربينات الاحتراق التي أنتجت 15 ميغاواط.

## التسمية
تم تسمية المحطة بعالم الكيمياء روبرت برتون روبنسون، نائب الرئيس التنفيذي السابق لشركة كارولينا للطاقة والإنارة.

## الموقع
تقع المحطة بالقرب من بحيرة روبنسون التي تبلغ مساحتها 2,250 فدان (910 هكتار). كانت محطة روبنسون النووية أول محطة تجارية للطاقة النووية في جنوب شرق الولايات المتحدة وكانت الأكبر في العالم في وقت إنشائها.

## السكان
تُعرّف لجنة التنظيم النووي منطقتين لحالات الطوارئ حول محطات الطاقة النووية:

### المنطقة الأولى
منطقة يبلغ قطرها 10 أميال (16 كم)، وتهتم في المقام الأول بالتعرض واستنشاق التلوث الإشعاعي المحمول جواً.

### المنطقة الثانية
منطقة يبلغ قطرها 50 ميل (80 كم)، وتهتم في المقام الأول بتناول الطعام والسائل الملوث بالإشعاع.

## الأثار البيئية
توثق هيئة التنظيم النووي القضايا البيئية في المحطة، حيث يتضمن بيان التأثير البيئي على السكان، حيث بلغ عدد سكان المقاطعة لعام 2010 على بعد 10 أميال (16 كم) من روبنسون 32,675 نسمة، بزيادة قدرها 2.6% خلال العشر السنوات الأخيرة، وفقاً لتحليل بيانات التعداد الأمريكي للسكان.
كان عدد سكان المقاطعة لعام 2010 على بعد 50 ميل (80 كم) 89,336 نسمة، بزيادة قدرها 10.3% منذ عام 2000. وتشمل المدن التي تقع على بعد 50 ميل كولومبيا (49 ميل من وسط المدينة).

## تقييم السلامة
راجعت هيئة التنظيم النووي طلب تجديد رخصة محطة روبنسون للامتثال لمتطلبات البند 10 من قانون اللوائح الفيدرالية، الجزء 54، "متطلبات تجديد تراخيص التشغيل لمحطات الطاقة النووية"، وأعدوا تقرير لتوثيق النتائج التي توصل إليها. صدرت الوثيقة لأول مرة في أغسطس 2003، كـ "تقرير تقييم السلامة مع العناصر المفتوحة المتعلقة بتجديد ترخيص محطة روبنسون. يتواجد هذا التقرير برقم ML032370382 على موقع هيئة التنظيم النووي.

## الملكية
المشغل والمالك للمحطة شركة دوك إنرجي.

## خطر الزلازل
تشير تقديرات هيئة التنظيم النووي للمخاطر التي تحدث كل عام بسبب الزلزال الشديدة بما يكفي لإحداث أضرار جوهرية للمفاعل في روبنسون، إلى 1 من 66667، وفقاً لدراسة أجرتها الهيئة ونشرت في أغسطس 2010.